# Xã Frenchcreek, Quận Venango, Pennsylvania
Xã Frenchcreek (tiếng Anh: Frenchcreek Township) là một xã thuộc quận Venango, tiểu bang Pennsylvania, Hoa Kỳ. Năm 2010, dân số của xã này là 1.542 người.